# Contea di Hay
La contea di Hay è una Local Government Area che si trova nel Nuovo Galles del Sud. Essa si estende su una superficie di 11.326 chilometri quadrati e ha una popolazione di 3.349 abitanti. La sede del consiglio si trova a Hay.